# Geo-Informatics and Space Technology Development Agency
Geo-Informatics and Space Technology Development Agency (GISTDA) är den thailändska 
myndigheten ansvarig för rymdfart.